# Joseph Musonda
Joseph Musonda est un footballeur zambien né le 30 mai 1977. Il joue au poste de défenseur.
Il a participé à quatre Coupes d'Afrique des nations avec l'équipe de Zambie : en 2006, 2008, 2010 et 2012.
Ce joueur a été champion de Zambie en 1999 et 2001 avec le Nkana Football Club. Il a également remporté la Coupe de Zambie en 2000 avec le même club.
Il a gagné la Coupe d'Afrique des nations 2012 avec la Zambie.

## Carrière
- 1995-02 : Nkana FC ( Zambie)
- 2003-05 : ZESCO United ( Zambie)
- 2005-06 : Free State Stars ( Afrique du Sud)
- 2006 : ZESCO United ( Zambie)
- 2007 : Zanaco FC ( Zambie)
- 2007- : Lamontville Golden Arrows ( Afrique du Sud)

## Palmarès
- Vainqueur de la Coupe d'Afrique des nations 2012 avec la Zambie
- Champion de Zambie en 1999 et 2001 avec le Nkana Football Club
- Vainqueur de la Coupe de Zambie en 2000 avec le Nkana Football Club